# كولومبوس ديلانو
كولومبوس ديلانو (بالإنجليزية: Columbus Delano) (و. 1809 – 1896 م) هو سياسي، ومحام من الولايات المتحدة الأمريكية ولد في شورهام.